# Plantation Island
Plantation Island statisztikai település az USA Florida államában, Collier megyében. Lakosainak száma 119 fő (2020. április 1.).

## Népesség
A település népességének változása:

| 2010 | 163 |
| 2020 | 119 |